# Katrin Leschke
Katrin Leschke (* 1968) ist eine deutsche Mathematikerin und Hochschullehrerin (Reader) an der University of Leicester.

## Leben und Wirken
Leschke studierte an der Technischen Universität Berlin und erlangte dort 1997 den Ph.d. Ihre Dissertation, Homogeneity and Canonical Connections of Isoparametric Manifolds, wurde von Dirk Ferus und Ulrich Pinkall betreut.
Sie war von 1997 bis 2002 Postdoktorandin an der Technischen Universität Berlin, von 2002 bis 2005 Gastdozentin an der University of Massachusetts Amherst und von 2005 bis 2007 Forscherin und außerordentliche Professorin an der Universität Augsburg. Dort habilitierte sie sich, und arbeitete währenddessen in der Gruppe von Katrin Wendland. 2007 wurde sie Dozentin an der University of Leicester, wo sie seit 2016 als Hochschullehrerin (Reader) unterrichtet.

## Forschungsschwerpunkte
Leschkes Forschungsschwerpunkte liegen im Bereich der Differentialgeometrie und sie ist für ihre Arbeit über Quaternionic Analysis und Willmore-Energie bekannt. An der University of Leicester leitet sie das Maths Meets Arts Tiger Team, eine interdisziplinäre Gruppe für die Popularisation von Mathematik,  und das m:iv Projekt internationaler Zusammenarbeit über Minimalflächen.